# عدنان اوکتار
هارون یحیی یا عدنان اکتار (زادهٔ ۲ فوریهٔ ۱۹۵۶ میلادی در آنکارا) یک مدعی مهدویت است. پارهٔ اول اسم مستعارش، نام هارون، برادر موسی است و پارهٔ دوم، نام یحیی؛ پیامبری که درست، پیش از عیسی آمد و آمدن عیسی را پیشگویی کرد. در سال ۱۹۹۰ سازمان تحقیقات علمی «باو» را راه‌اندازی کرد. و به تألیف و انتشار کتاب‌های زیادی دست زد. در ایران، کتاب‌های بسیاری از او ترجمه و چاپ شده و مورد استقبال بوده و جایگاه موجهی داشته‌است. اما در سال‌های اخیر حاکمیت از وی به‌عنوان یک حقه‌باز منحرف، فراماسون و مدعی دروغین مهدویت یاد می‌کند. او در تاریخ ۲۱ تیر ۱۳۹۷ با اتهامات جنسی توسط دولت ترکیه بازداشت شد. او در ۱۲ ژانویهٔ ۲۰۲۱ با اتهامات ایجاد سازمان جنایی، سوءاستفادهٔ جنسی از کودکان، آزار و اذیت، آدم‌ریابی زیر سن، باج‌خواهی، حبس غیرقانونی، جاسوسی، کلاهبرداری و جعل اسناد به ۸۶۵۸ سال زندان محکوم شد.

## کتاب‌ها
یحیی کتاب‌های زیادی را به نگارش درآورده‌است، که هدف بیشتر آن‌ها آشنایی افراد غیرمسلمان با اسلام است. کتاب‌هایی که او در رابطه با علم نگاشته‌است بیشتر با هدف رد فرگشت، ماده‌گرایی و بی‌خدایی است. او بر این باور است که فرگشت وجود خدا و ارزش‌های اخلاقی را زیر سؤال می‌برد و به ترویج ماده‌گرایی و کمونیسم می‌انجامد. یحیی بر این باور است که داروینیسم الهام‌بخش نژادپرستی، نازیسم، کمونیسم، و تروریسم بوده‌است. این استدلال او مبنی بر شرایط ترکیه قبل از سال ۱۹۸۰ است که کتاب‌فروشی‌های کمونیست در ترکیه کتاب‌های داروین را به مشتریان کتاب‌های مارکس می‌دادند. دلیل موفقیت کتاب‌های یحیی در ترکیه کیفیت بسیار بالای کاغذ چاپ، و تعداد بسیار بالای نقاشی‌ها و عکس‌های رنگی در این کتاب‌ها عنوان شده‌است. بسیاری از کتاب‌های او به فیلم‌هایی با کیفیت بسیار بالا تبدیل شده‌است و به‌رایگان می‌توان آن‌ها را از اینترنت بارگیری کرد. در اصل همهٔ این کتاب‌ها نوشتهٔ خودش نیست و آثار افراد دیگری را به اسم خود زده‌است.

## فرگشت
فراگیر شدن آفرینش‌گرایی سازماندهی‌شده به‌وسیلهٔ مسیحیان در دههٔ ۱۹۸۰ هنگامی که وزیر آموزش‌وپرورش ترکیه به سازمان‌های مسیحی برای آموزاندن نظریه‌های فرگشت و آفرینش‌گرایی در برنامه‌های درسی به‌صورت همزمان روی آورد، به دنیای اسلام راه یافت. یحیی سال‌ها برای ستیز با فرگشت به نظریهٔ مسیحی آفرینش‌گرایی زمین جوان استناد می‌کرد در حالی که چنین باوری برای دین اسلام الزامی نیست. با استفاده از این نکته که تفسیر قرآن امکان وجود زمین برای میلیون‌ها سال را می‌دهد، یحیی پس از دوره‌ای به استدلال‌های مشابه آفرینش هوشمند روی آورد. تارنمای هارون یحیی به نام آفرینش هوشمند اسلامی ثبت شده بود. با این حال یحیی از نام آفرینش هوشمند، به‌دلیل برده نشدن نام خدا در آن، پرهیز می‌کند و آن را یکی دیگر از فریب‌های شیطان می‌داند. در سال ۱۹۹۸ یحیی اولین کارزار مقابله با فرگشت را راه‌اندازی کرد. هزاران نسخهٔ رایگان از کتاب‌های یحیی در ترکیه بین مردم پخش شدند. یحیی و سازمانش چندین آگهی علیه فرگشت در روزنامه‌های ترکیه و یک آگهی در مجلهٔ تایم درج کردند. مشخص نیست هزینهٔ این کارزار از کجا تأمین شده‌است. باو چندین استاد دانشگاه را که زیست‌شناسی فرگشتی درس می‌دادند، تهدید کرد و آزار داد و باعث شکایت رسمی علیه این سازمان در دادگاه شد. در سال ۲۰۰۵ امید سایین در مورد اقدامات باو گفت «در سال ۱۹۹۸ توانستم شش نفر از دانشمندان ترکیه را برای سخن گفتن علیه آفرینش‌گرایی تشویق کنم ولی امروز این کار غیرممکن است، همه می‌ترسند که مورد حملهٔ باو قرار بگیرند.» در سپتامبر ۲۰۰۸ یحیی جایزه‌ای ۱۰۰ تریلیون لیره‌ای مقرر کرد برای کسی که بتواند سنگواره‌ای را بیابد که یکی از مرحله‌های میانی فرگشت را نشان دهد و «هیچ سنگواره‌ای که موجودات عجیب مورد نظر دانشمندان فرگشت را نشان دهد وجود ندارد». استاد دانشگاه کالیفرنیا، کوین پایدن، پس از این سخن یحیی گفت «یحیی هیچی فهمی از تغییر در زمان ندارد. اگر به او سنگواره یک خرچنگ را نشان دهید خواهد گفت این شبیه یک خرچنگ معمولی است و فرگشت وجود ندارد». در استدلال‌های یحیی هیچ نکتهٔ جدیدی وجود ندارد، برخی از استدلال‌های او به لحاظ علمی سطحی و ضعیف هستند و بیشتر آن‌ها از کتاب‌های مسیحیان ضدِفرگشت رونویسی شده‌اند و هیچ‌گونه ارزش علمی ندارند.

## اطلس آفرینش
جلد نخست کتاب اطلس آفرینش در سال ۲۰۰۶ و جلدهای دوم و سوم در سال ۲۰۰۷ چاپ شدند. عرض این کتاب ۱۱ اینچ و طول آن ۱۷ اینچ و وزن آن تقریباً ۶ کیلوگرم است، بیش از ۸۰۰ صفحه رنگ روغن دارد. به‌گفتهٔ نیویورک تایمز این کتاب احتمالاً بزرگ‌ترین و زیباترین کتاب علیه نظریهٔ فرگشت داروین است. ده‌ها هزار نسخه از این کتاب به‌رایگان به مدرسه‌ها، دانشگاه‌ها و مراکز تحقیق در سراسر اروپا و آمریکا ارسال شده‌است. کوین پایدن، استاد دانشگاه کالیفرنیا می‌گوید افرادی که این کتاب را دریافت کردند از اندازه و کیفیت چاپ آن و مطالب سطحی آن متعجب شدند. گردن دیونگ استاد زیست‌شناسی دانشگاه اوترخت هلند با خواندن این کتاب آن را بیهوده و مسخره نامید.

## نظریه‌های توطئه
یحیی چند نظریهٔ توطئه را تبلیغ می‌کند. در سال ۱۹۸۶ در کتاب یهودیت و فراماسونری می‌گوید که مأموریت اصلی یهودی‌ها و فراماسونرها در ترکیه از بین بردن دین، و ارزش‌های اخلاقی و دینی مردم ترکیه بوده‌است تا مردم ترکیه را تبدیل به حیوان کنند. او می‌گوید که یهودی‌ها و فراماسونرها نگرش‌های ماده‌گرایانه، فرگشت، سبک زندگی غیراخلاقی و ضددینی را در جامعهٔ ترکیه رواج داده‌اند. از نظر یحیی فراماسونری با تکیه بر فلسفهٔ مادی‌گرا، معمار آنچه در جهان می‌گذرد است. از نظر او فرگشت یک توطئهٔ فراماسونری است.

## انکار و تأیید هولوکاست
در سال ۱۹۹۶، باو اولین کتاب خود با نام «فریب هولوکاست» را منتشر کرد. این کتاب ادعا می‌کند که آنچه هولوکاست نامیده می‌شود در واقع مرگ چند یهودی به‌خاطر بیماری تیفوس در زمان جنگ و قحطی بعد از جنگ به‌دلیل شکست آلمان‌ها است. بدری بایکام در نقد این کتاب مقاله‌ای نگاشت که منجر به شکایت باو از او شد. در دادگاه مشخص شد که نویسندهٔ این کتاب ادنان اختر است که با نام مستعار هارون یحیی می‌نویسد.
در سال ۲۰۰۶ باو کتابی را به چاپ رساند که هولوکاست را تأیید می‌کند، این کتاب خشونت هولوکاست نام دارد. در این کتاب نوشته شده‌است «نازی‌ها یهودی‌های اروپا را در زمان جنگ جهانی دوم مورد ظلم غیرقابل‌بخششی قرار دادند. آنها میلیون‌ها یهودی را تحقیر کردند و مجبور کردند خانه‌هایشان را ترک کنند و در اردوگاه‌های کار اجباری در شرایط غیرانسانی کار کنند… قطعاً ۵٫۵ میلیون یهودی که توسط نازی‌ها کشته شدند بدترین جنایت نازی‌ها است.»
در مصاحبه‌ای در سال ۲۰۰۷ با روزنامهٔ گاردین یحیی نوشتن کتاب فریب هولوکاست را انکار کرد، ادعایی که گاردین باور آن را سخت دانست. سال بعد در مصاحبه با روزنامهٔ اشپیگل او گفت که یکی از دوستانش این کتاب را با استفاده از نام مستعار او به چاپ رسانده‌است. او گفت که کتاب خشونت هولوکاست نوشتهٔ اوست.

## دادگاه
در سال ۱۹۹۱ یحیی به‌دلیل داشتن کوکایین بازداشت شد. در سال ۱۹۹۹ چند استاد دانشگاه که توسط او تهدید شده بودند و مورد آزار و اذیت قرار گرفته بودند از او شکایت کردند و مبلغ ۴۰۰۰ دلار به‌عنوان غرامت دریافت کردند. در سال ۱۹۹۹ یحیی به‌دلیل تهدید و به راه انداختن سازمانی با هدف ارتکاب جرم دستگیر شد. یکی از اتهام‌هایی او استفاده از دختران جوان برای جذب جوانان متعلق به خانواده‌های پولدار بود، آن‌ها به جوانان وعده داده بودند که در ازای شرکت در جلسات او می‌توانند با این دخترها رابطهٔ جنسی برقرار کنند.